# Малиновка (Гвардейский район)
Малиновка — посёлок в Гвардейском городском округе Калининградской области России. Входит в состав Славинского сельского поселения.

## История
Биотхен впервые упоминается в документах в 1405 году. В 1910 году в Биотхене проживало 86 человек, население Подевиттена составляло 119 жителей.
В 1946 году Биотхен и Подевиттен были объединены в поселок Малиновку.

## Население
| 2002 | 2010 |
| ---- | ---- |
| 248  | ↗253 |